# Phyllonorycter alluaudiella
Phyllonorycter alluaudiella är en fjärilsart som först beskrevs av Pierre Chrétien 1922.  Phyllonorycter alluaudiella ingår i släktet guldmalar, och familjen styltmalar.
Artens utbredningsområde är Marocko. Inga underarter finns listade i Catalogue of Life.